# Villers-sous-Bonchamp
Villers-sous-Bonchamp ist ein Ortsteil und eine ehemalige französische Gemeinde im Département Meuse in der Region Grand Est.

## Geschichte
Am 25. Februar 1965 wurde die Gemeinde Villers-sous-Bonchamp mit der Gemeinde Mont-sous-les-Côtes zusammengelegt. Es entstand die neue Gemeinde Mont-Villers.

## Bevölkerungsentwicklung
| Jahr                      | 1896 | 1906 | 1926 | 1936 | 1946 | 1954 | 1962 |
| Einwohner                 | 59   | 52   | 26   | 33   | 30   | 32   | 36   |
| Quelle: Cassini und INSEE |      |      |      |      |      |      |      |